# Maboudji
Maboudji est un village du Cameroun situé dans le département du Mayo-Tsanaga et la Région de l'Extrême-Nord, dans les monts Mandara, à proximité de la frontière avec le Nigeria. Il fait partie du canton de Tchevi dans la commune de Bourrha.

## Population
En 1966-1967 Maboudji comptait 1 594 habitants, principalement Gude ou Foulbé. Lors du recensement de 2005, 3 358 personnes y ont été dénombrées.